# Копаниця (гміна Новінка)
Копаниця (пол. Kopanica) — село в Польщі, у гміні Новинка Августівського повіту Підляського воєводства.
Населення — 85 осіб (2011).
У 1975-1998 роках село належало до Сувальського воєводства.

## Демографія
Демографічна структура станом на 31 березня 2011 року:
|          | Загалом | Допрацездатний вік | Працездатний вік | Постпрацездатний вік |
| -------- | ------- | ------------------ | ---------------- | -------------------- |
| Чоловіки | 42      | 10                 | 25               | 7                    |
| Жінки    | 43      | 10                 | 23               | 10                   |
| Разом    | 85      | 20                 | 48               | 17                   |